# I (musikalbum)
I är det svenska progressiva metal-bandet Nightingales tredje studioalbum, utgivet 2000 av skivbolaget Black Mark Production. I är också första delen i serien The Breathing Shadow och den tredje inspelade.

## Låtlista
1. "Scarred for Life" – 3:58
2. "Still in the Dark" – 3:12
3. "The Game" – 4:29
4. "Game Over" – 3:06
5. "Remorse and Regret" – 5:02
6. "Alonely" – 4:15
7. "I Return" – 4:03
8. "Drowning in Sadness" – 3:32
9. "Dead or Alive" – 3:27
10. "The Journey's End" – 5:23
11. "Breathing" (instrumental) – 2:45

Text: Dan Swanö (spår 1–6, 8–10), Tommy Elkhart (spår 1–5), Shayne Schect (spår 6), Jonas Renkse (spår 7)
Musik: Dan Swanö (spår 1, 2, 5, 7, 10, 11), Tom Nouga (spår 2–4, 6, 8–10), Clive Nolan (spår 11)

## Medverkande
Musiker (Nightingale-medlemmar)
- Dan Swanö – sång, gitarr, keyboard, trummor
- Tom Nouga (Dag Swanö) – basgitarr, gitarr, keyboard

Produktion
- Tom Nouga – producent
- Dan Swanö – producent, ljudtekniker, ljudmix
- Clive Nolan – ljudtekniker
- Peter In de Betou – mastering
- Boss (Stig Börje Forsberg) – executiv producent
- Tommy Elkhart – omslagsdesign, foto
- Annika Larsson, Roger Nylander – foto